# Zastawka krętniczo-kątnicza

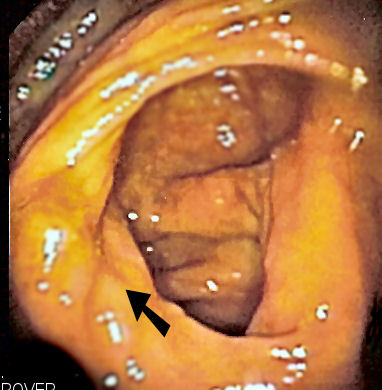
Obraz endoskopowy światła kątnicy z widoczną zastawką krętniczo-kątniczą (strzałka).

Zastawka krętniczo-kątnicza (łac. valva ileocaecalis, valva Bauhini), inaczej zastawka Bauhina, zastawka okrężnicy – fałd łączący koniec jelita krętego z jelitem grubym, położony w górnej granicy lewej ściany kątnicy. Zapobiega cofaniu się płynnej treści z jelita grubego do jelita cienkiego.
Nazwa eponimiczna upamiętnia szwajcarskiego lekarza, anatoma i botanika, Gasparda Bauhina (1560–1624).
Składa się z dwóch warg: górnej (łac. labium superius), należącej do okrężnicy wstępującej oraz dolnej (łac. labium inferius), należącej do kątnicy. Wargi połączone są wędzidełkami: przednim i tylnym (łac. frenulum valvulae coli anterius et posterius).
Histologicznie składa się z błony śluzowej, błony podśluzowej i mięśniówki o układzie okrężnym, tworzącej zwieracz (łac. sphincter valvulae coli, sphincter valvulae ileocaecalis). Kosmki jelitowe występują wyłącznie od strony jelita cienkiego.